# Адамс, Эдди
Эдвард Томас «Эдди» Адамс (англ. Edward Thomas «Eddie» Adams; 12 июня 1933 — 18 сентября 2004) — американский журналист, фотокорреспондент, прославившийся своей фотографией, сделанной во время Вьетнамской войны.

## Биография
Эдвард Адамс (предпочитавший, чтобы его называли Эдди Адамс) родился 12 июня 1933 года в Нью-Кенсингтоне, Пенсильвания. Свою карьеру фотокорреспондента он начал ещё во время учёбы в школе, фотографируя на свадьбах. После окончания школы работал в местной газете «Дэйли Диспэтч» (Daily Dispatch). Во время Корейской войны Адамс был военным фотографом, приписанным к подразделению морской пехоты США на фронте. За время своей карьеры он освещал 13 вооруженных конфликтов, работая на Ассошиэйтед Пресс, журналы «Тайм», «Ньюсуик», «Пэрэйд». Он фотографировал политических деятелей, звезд шоу-бизнеса, но всемирную известность ему принесла только одна фотография, сделанная во время Вьетнамской войны.

## Казнь в Сайгоне
Во Вьетнаме Адамс побывал дважды, в 1965-1966 и в 1967-1968 годах, оба раза в качестве корреспондента Ассошиэйтед Пресс. Он был личным другом командующего морской пехотой США во Вьетнаме генерала Льюиса Уолта и неоднократно бывал на операциях вместе с американскими подразделениями, освещая наиболее известные сражения войны (операции «Starlite» и «Utah», оборону лагеря спецназа Плей-Ме). Свою самую известную фотографию Адамс сделал через несколько недель после возвращения во Вьетнам.
30—31 января 1968 года в Южном Вьетнаме началось первое широкомасштабное наступление сил НФОЮВ и северовьетнамской армии, известное как Тетское наступление. Одной из главных целей наступления была столица страны Сайгон, в котором развернулись уличные бои. На второй день наступления, 1 февраля, в атмосфере царившего повсюду хаоса, Адамс отправился в китайский квартал Сайгона Холон, где шли ожесточенные бои за буддийскую пагоду. Когда он прибыл туда, пагода уже была взята южновьетнамскими войсками.

Фотокорреспондент «Ассошиэйтед Пресс» Эдди Адамс и оператор NBC Во Суу, стоявшие возле пагоды Анкуанг, обратили внимание на двоих вьетнамских морских пехотинцев, конвоировавших человека в клетчатой рубашке и черных шортах; руки пленного были связаны за спиной. Во Суу включил кинокамеру. Бригадный генерал Нгуен Нгок Лоан, шеф южновьетнамской полиции, взмахом руки приказал охранникам отойти и шагнул к их подопечному, стоявшему, опустив глаза к земле. Ни говоря ни слова, Лоан вытащил револьвер, вытянул правую руку, почти коснувшись стволом головы пленного, и нажал на спуск. Фотограф Эдди Адамс тоже нажал на спуск.

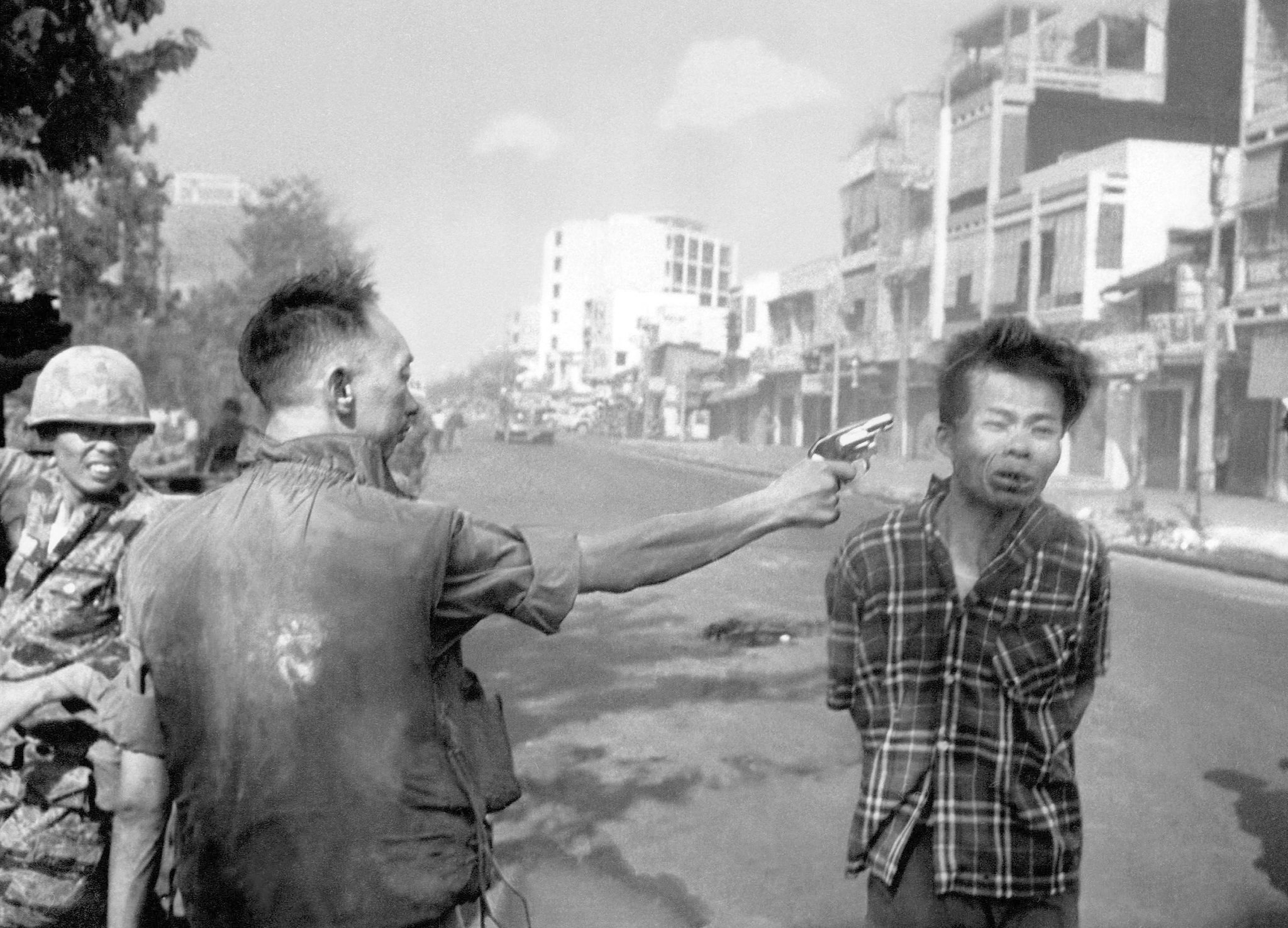
Казнь в Сайгоне

«Казнь в Сайгоне» стала одной из самых знаменитых фотографий Вьетнамской войны. Эдди Адамс получил за неё несколько премий, в том числе Пулитцеровскую премию и награду «World Press Photo of the Year» как лучшая фотография 1968 года. Фотография была опубликована на первых полосах многих газет по всему миру, и, как считается, сыграла свою роль в изменении отношения американского общества к войне во Вьетнаме. Как выяснилось, расстрелянный вьетнамец действительно был активистом Вьетконга, перед своим пленением убившим южновьетнамского полицейского и его семью, включая малолетних детей. Факт расстрела военнопленного без суда и следствия, произведенного к тому же начальником полиции Южного Вьетнама, вызвал волну негодования в кругах интеллигенции, а фотография широко использовалась антивоенным движением.
Сам Адамс, поначалу сказавший другим журналистам в Сайгоне: «Я получил то, за чем приехал во Вьетнам», впоследствии глубоко сожалел о своем снимке, отказавшись от присужденной ему Пулитцеровской премии: «Я получил деньги за показ убийства. Уничтожены две жизни, а мне за это заплатили». Он хотел, чтобы славу ему принесла не эта, а другая фотография, сделанная одиннадцать лет спустя. Адамс тогда сфотографировал плывущих в Таиланд беженцев из коммунистического Вьетнама, лодку которых власти Таиланда отказались принять в своей стране, и этот снимок заставил президента Картера и Конгресс разрешить иммиграцию вьетнамских беженцев в США. Эдди Адамс писал в журнале «Таймс»: «Генерал убил вьетконговца; я убил генерала своим фотоаппаратом. Фотографии являются наиболее мощным оружием в мире. Люди верят им; но фотографии лгут, даже без манипулирования ими. Они — лишь полуправда». Когда Нгуен Нгок Лоан жил в США, Адамс принес ему и его семье извинения за тот ущерб, который его фотография причинила чести генерала. После смерти генерала в 1998 году Адамс назвал его героем.

## Личная жизнь, награды и смерть
Адамс был дважды женат, у него были две дочери и два сына. За время своей карьеры фотожурналиста он получил большое количество наград, включая такие престижные, как Пулитцеровскую премию (1969), Золотую медаль Роберта Капы (1977), премию Джорджа Полка (в 1968, 1977 и 1978 годах). Адамс скончался 19 сентября 2004 года в Нью-Йорке от неизлечимого амиотрофического бокового склероза (болезнь Лу Герига).

## Интересные факты
- В детективе Кристофера Хайда «Десятый Крестовый» дано совершенно явное указание на Эдди Адамса как прототипа главного персонажа, фотографа Филиппа Керкленда — по описанию его знаменитой фотографии.
- В июле 2003 года в США разгорелся скандал, связанный с карикатурой Майкла Рамиреса. На карикатуре, стилизованной под знаменитую фотографию Адамса, был изображен расстрел Джорджа Буша. Автор карикатуры заявил, что хотел изобразить внутриполитические опасности, ожидающие администрацию Буша после окончания активных боевых действий в Ираке.
- Аллюзия на фотографию Адамса содержится во вступительном ролике компьютерной игры Fallout, в сцене расстрела американским солдатом пленного канадского партизана перед телекамерой.